# Klapp & Klang
Klapp & Klang var en supporterklubb till ishockeyklubben HV71 i Jönköpings kommun, Sverige.
Klapp & Klang uppstod som HV71:s hejaklack i Division II under säsongen 1973/1974. Då HV71 spelade i Elitserien säsongen 1979/1980 hade det ibland slutat med halvplundrade bensinmackar och nedgrisade bussar på hemväg från bortamatcherna. Många bussbolag ville då inte köra Klapp & Klang.
För att stoppa alkoholen och få bussbolagen att köra igen organiserades Klapp & Klang till en klubb den 13 oktober 1980 och då bussbolaget Gustavsson från Mullsjö blev första att köra det organiserade Klapp & Klang märkte de av en positiv stämning. 1982 valdes Klapp & Klang till Sveriges bästa publik av Sveriges Ishockeyspelares Centralorganisation (SICO), vilket senare kom att ske fyra gånger till.
Som mest hade man cireka 500-700 medlemmar.
I mitten av 1980-talet beslutade HV71 att göra Rosenlundshallens norra ståpatsläktare, där Klapp & Klang stod, till sittplats. Detta ville inte Klapp & Klang, och på ett möte den 21 september 1987 röstade Klapp & Klang ja till nedläggning med röstsiffrorna 38-23.
Några tidigare medlemmar ur Klapp & Klang började stå tysta och titta på matcherna. Många saknade Klapp & Klang. 1993 fick HV71 en ny supporterklubb, North Bank Supporters.

### Fotnoter
1. ↑  Daniel Hultqvist (29 december 2012). ”Klassiska Klapp & Klang återförenas”. J-nytt. Arkiverad från originalet den 29 mars 2016. https://web.archive.org/web/20160329080200/http://www.jnytt.se/article/klassiska-klapp-klang-aterforenas/. Läst 19 mars 2016.